# Улица Дикопольцева (Хабаровск)
Улица Дикопольцева — улица в Хабаровске, проходит через исторический центр города параллельно руслу Амура, как продолжение за улицей Гамарника улицы Лейтенанта Орлова, и за Амурским бульваром продолжается улицей Некрасова.

## История

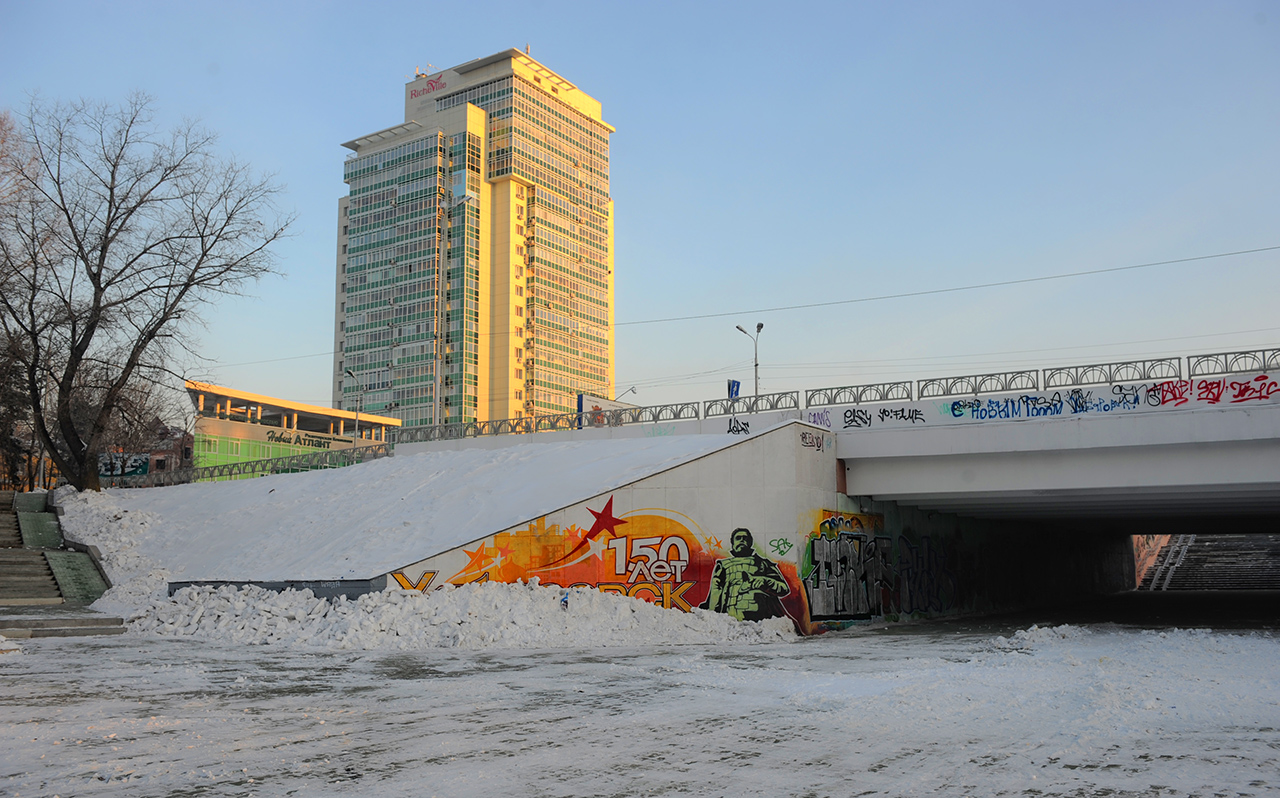
Выход Уссурийского бульвара к улице Дикопольцева

Проложена в начале XX века. Историческое название — Сапёрная, по компактному месту проживания солдат и офицеров 2-го Восточного-Сибирского сапёрного батальона.
В 1945 году на спецобъекте № 45 краевого управления НКВД недолго содержался пленённый бывший император Китая Пу И (в последнее время здание занимала поликлиника № 3), отсюда он был переведён на Красную речку.
Современное название улицы, с 1975 года, в честь студента физико-математического факультета Хабаровского педагогического института, участника Великой Отечественной войны Героя Советского Союза Е. А. Дикопольцева (1921—1943), с инициативой переименования выступил актив Хабаровского педагогического института. Улица дала название окрестному микрорайону
Ежегодно проходит «праздник улицы Дикопольцева»
В начале 2000-х годов на участке улицы возведён СЗК «Платинум-арена», где проводит свои игры ХК «Амур».

## Достопримечательности
д. 12 — «Платинум Арена»
д. 26 — Галерея Art Hall

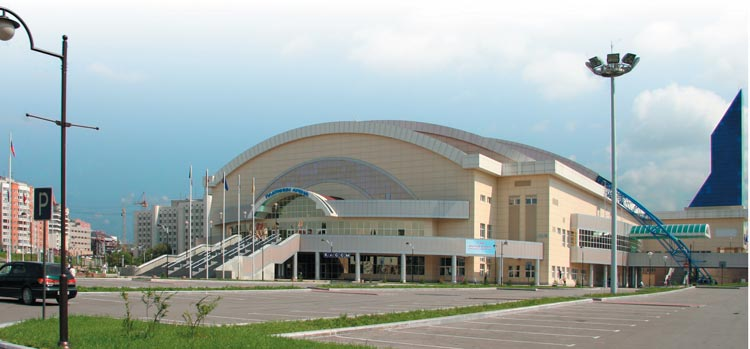
Платинум Арена

д. 38 — Тихоокеанский государственный университет, учебный корпус № 2
д. 56 — Институт водных и экологических проблем ДВО РАН

## Известные жители
д. 23 — профессор М. П. Даниловский (мемориальная доска)
д. 34 — низложенный китайский император Пу И